# CSMA/CD
CSMA/CD (Carrier Sense Multiple Access with Collision Detection — множинний доступ з контролем несучої та виявленням колізій) — технологія множинного доступу до загального передавального середовища в  локальній комп'ютерній мережі, а також у бездротовій мережі з контролем колізій. CSMA/CD відноситься до децентралізованих випадкових (точніше, квазівипадкових) методів. Він використовується як у звичайних мережах типу Ethernet, так і у високошвидкісних мережах (Fast Ethernet, Gigabit Ethernet). Значного поширення набув у мережах Wi-Fi.
Так само називають мережевий протокол, в якому використовується схема CSMA/CD. Протокол CSMA/CD працює на канальному рівні в моделі Open Systems Interconnection (OSI). 
Характеристики та галузі застосування цих популярних на практиці мереж пов'язані саме з особливостями методу доступу. 
CSMA/CD є модифікацією «чистого» Carrier Sense Multiple Access (CSMA).

## Принцип роботи
Цей метод використовується винятково в мережах із загальною шиною. Усі комп'ютери такої мережі мають безпосередній доступ до загальної шини, тому вона може бути використана для передачі даних між будь-якими двома вузлами мережі. Простота схеми підключення - це один із факторів, що визначили успіх стандарту Ethernet. Говорять, що кабель, до якого підключені всі станції, працює в режимі колективного доступу (multiple access, МА).
Усі дані, передані по мережі, розміщуються в кадри визначеної структури і постачаються унікальною адресою станції призначення. Потім кадр передається по кабелю. Усі станції, підключені до кабелю, можуть розпізнати факт передачі кадру і та станція, що упізнає власну адресу в заголовках кадру, записує його вміст у свій внутрішній буфер, обробляє отримані дані і посилає по кабелю кадр-відповідь. Адреса станції-джерела також включена у вихідний кадр, тому станція-одержувач знає, кому потрібно послати відповідь.